# جانداران افسانه‌ای

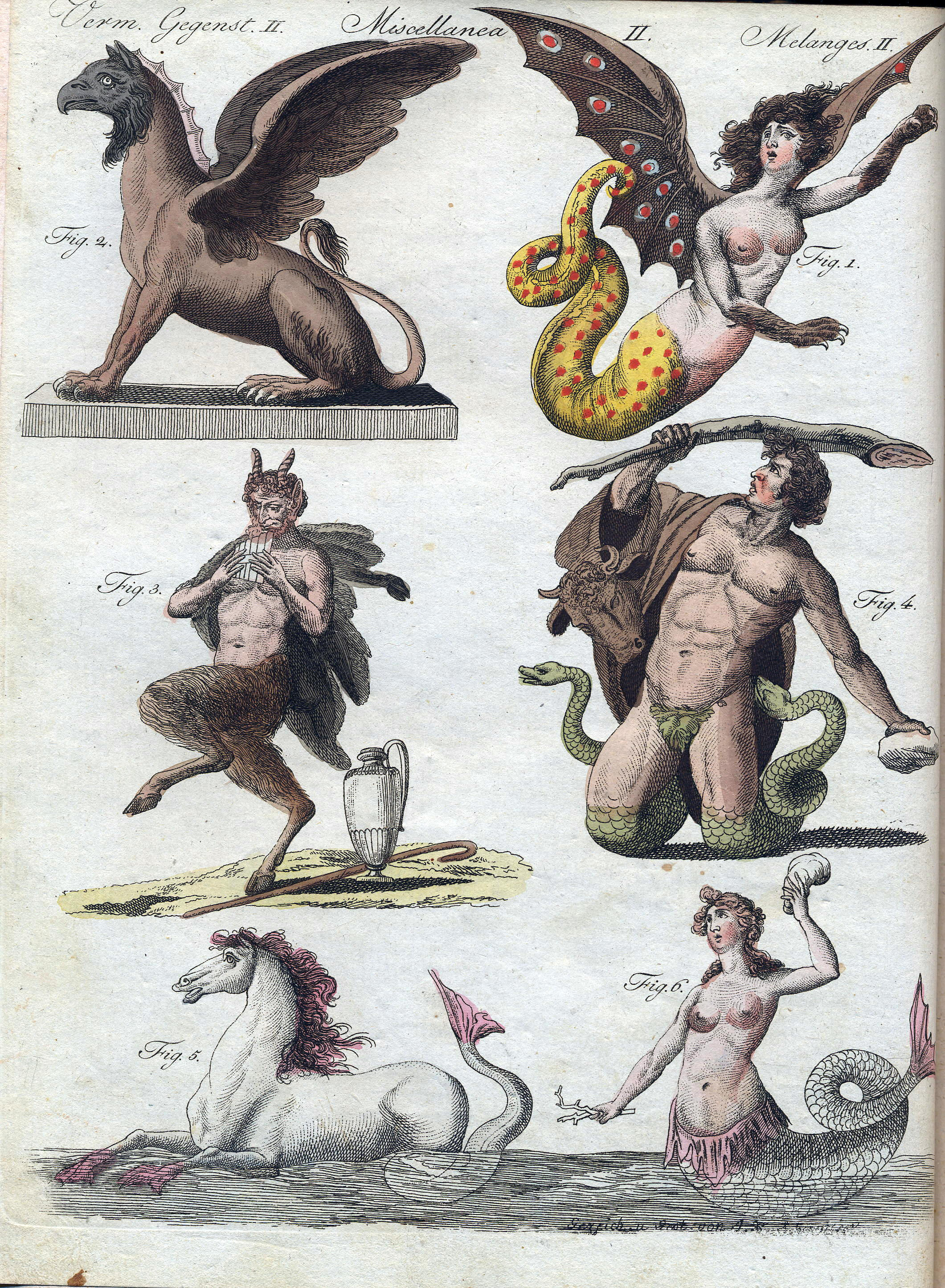
چند جاندار افسانه‌ای از Bilderbuch für Kinder (بین سال‌های ۱۷۹۰ تا ۱۸۲۲ اثر فردریش جاستین برتوخ

جانداران افسانه‌ای یا آفریده‌های افسانه‌ای، نوعی جاندار خارق‌العاده یا فراطبیعی است که در فولکلور (از جمله اسطوره‌ها و افسانه‌ها) توصیف شده است و ممکن است در گزارش‌های تاریخی پیش از مدرنیته مطرح شود، اما از نظر علمی اثبات نشده است.
در دوران کلاسیک، جانداران هیولایی مانند Cyclops و مینوتور در داستان‌های قهرمانانه پدیدار می‌شوند تا قهرمان داستان آنها را نابود کند. دیگر جانداران، مانند اسب تک‌شاخ، در گزارش‌های تاریخ طبیعی توسط دانشمندان مختلف دوران باستان ادعا شده است. برخی از جانداران افسانه‌ای جانوران ترکیبی هستند.
برخی از جانداران افسانه‌ای در اسطوره‌های سنتی سرچشمه گرفته‌اند و باور بر این است که جانداران واقعی هستند - به عنوان مثال، اژدها، شیردال و تک‌شاخ. برخی دیگر بر اساس برخوردهای واقعی یا روایت‌های مخدوش داستان‌های مسافران است، مانند بره گیاهی تارتاری، جانوری گوسفندمانند که ظاهراً به زمین بسته شده است.
برخی از جانوران مانند گوریل، کانگورو، گورزرافه، اژدهای کومودو، ماهی مرکب غول‌پیکر و نوک‌اردکی، پیش از اینکه با کاوش‌های علمی کشف شوند، تصور می‌شدند که افسانه‌ای هستند.
برخی از جانداران دوران کلاسیک، مانند (اسب/انسان) سانتور، کیمیرا، تریتون و اسب پرنده پگاسوس، در هنر هندی نیز یافت می‌شوند. به‌طور مشابه، ابوالهول‌ها به شکل شیرهای بالدار در هنر هندی و پرنده پیاسا از آمریکای شمالی ظاهر می‌شوند.

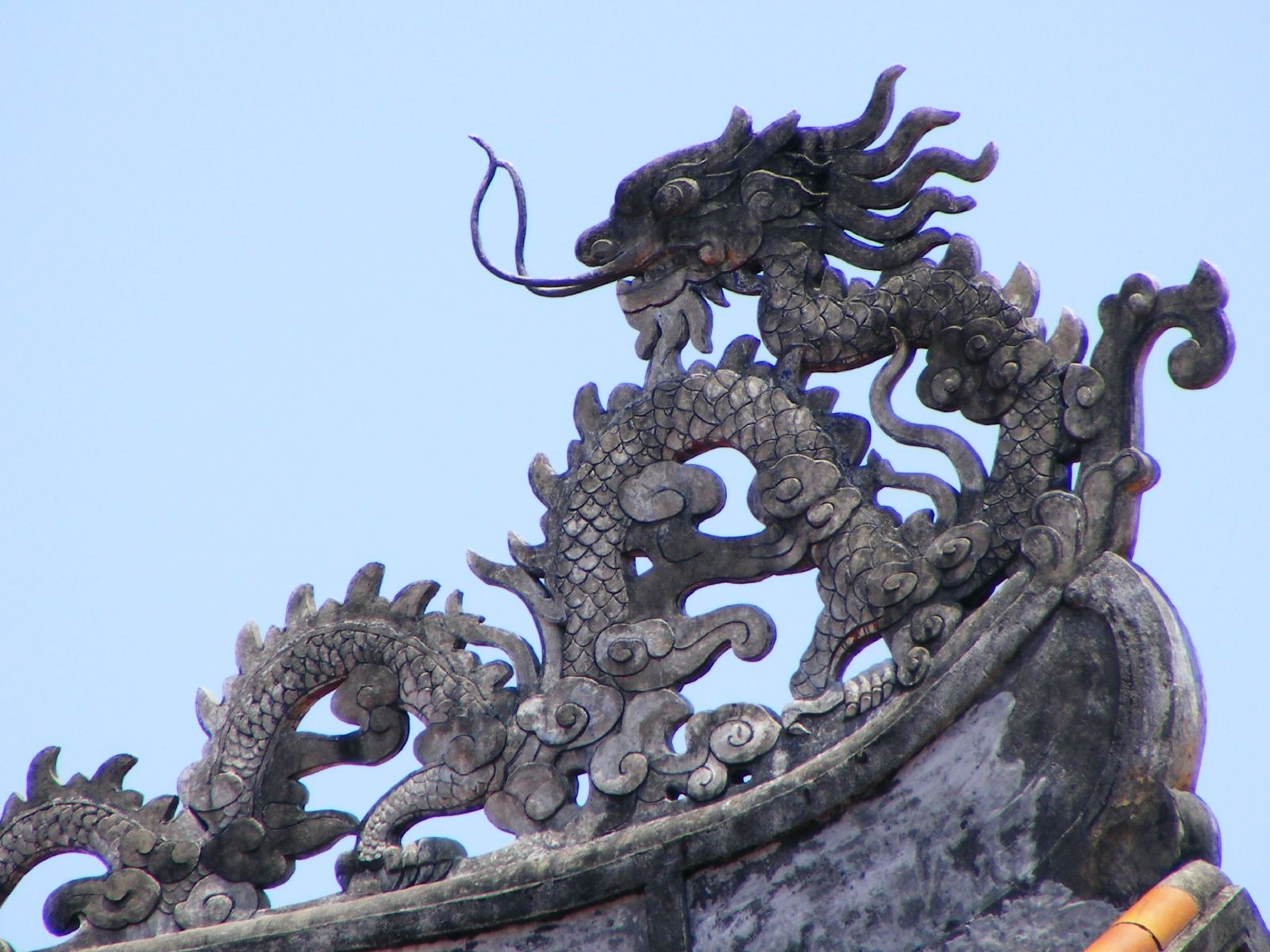
قدرت نمادین: یک اژدها در شهر امپراتوری، هو، ویتنام